# Monochroa parvulata
Monochroa parvulata is een vlinder uit de familie tastermotten (Gelechiidae). De wetenschappelijke naam is voor het eerst geldig gepubliceerd in 1957 door Gozmany.
De soort komt voor in Europa.